# Чиркунов, Алексей Филиппович
Алексей Филиппович Чиркунов (1905 — ?) — инженер, конструктор первого советского картофелеуборочного комбайна КОК-2 (1951), заслуженный изобретатель РСФСР (1965).
Родился 4 августа 1905 года.
С 1934 до конца 1960-х гг. работал в НИИ картофельного хозяйства, последняя должность — главный инженер отдела механизации.
С его участием к 1938 году были отобраны и доработаны образцы, составившие первую в СССР систему машин для комплексной механизации производства картофеля — картофелесажалка КСУ-2, культиватор-окучник КО-4, картофелекопатели М-2 и ТЭК-2, грохотная картофелесортировка КС-5.
В 1939 году вместе с В. Т. Филиным сконструировал картофелесажалку КН-2 для посадки картофеля яровизированными клубнями, которая использовалась до конца 1960-х гг. После этого приступил к разработке картофелеуборочного комбайна, через год создал опытный образец.
Участник войны, в РККА с 25.08.1942 года, место службы (наименование части): 8 опс 5 Уд. А., электромеханик электростанции. Воевал на Сталинградском, Южном, 4 и 3 Украинских и 1-м Белорусском фронтах. Награждён орденом Красная Звезда, медалями «За боевые заслуги», «За оборону Москвы», «За оборону Сталинграда», «За освобождение Варшавы», «За взятие Берлина», «За победу над Германией».
В 1946 г. группа инженеров под его руководством создала однорядный, в 1947 г. — двухрядный картофелеуборочный комбайн КОК-2, с 1954 г. начался его массовый выпуск (в этом году выпущено 4 тысячи штук). Комбайн включал в себя лемеха, крючковой прутковый элеватор, ботвоудаляющее устройство, состоящее из горки, валика и вентилятора; переборочный транспортер и бункер, из которого клубни собирались в корзины. Из недостатков: комбайн мог эффективно работать только на песчаных почвах и лёгких суглинках.
Теоретические расчёты Чиркунова использовались в последующих конструкциях советских картофелеуборочных комбайнов.
Один из конструкторов четырехрядной картофелесажалки СКГ-4 (1951).
Заслуженный изобретатель РСФСР (1965).
Автор патентов:
- Картофелеуборочная машина (заявка от 1931)
- Машина для посадки картофеля, преимущественно проращенного (1939, вместе с В. Т. Филиным)
- Однорядный картофелеуборочный комбайн (1947)
- Машина для квадратно-гнездовой посадки картофеля с одновременным внесением в гнезда гранулированных органоминеральных удобрений (1951, С. А. Герлси, А, А. Кашинцев. В. Д. Павлов, Г. В. Павлов и А. Ф, Чиркунов).

Сочинения:
- Квадратно-гнездовая посадка картофеля [Текст] / Н. Я. Чмора, А. Ф. Чиркунов, Г. С. Жукова ; Науч.-исслед. ин-т картофельного хозяйства. — 2-е изд. — Москва : Сельхозгиз, 1955. — 88 с. : ил.; 20 см.
- Уборка картофеля комбайнами КОК-2 и ККР-2 [Текст] / Инж.-конструктор А. Ф. Чиркунов. — Москва : [б. и.], 1954. — 24 с. : ил.; 20 см. — (Б-ка обмена опытом передовиков сельского хозяйства/ Глав. упр. с.-х. пропаганды и науки М-ва сельского хозяйства РСФСР).
- Работа на квадратно-гнездовой картофелесажалке СКГ-4 [Текст] / А. Ф. Чиркунов, А. В. Селиванов. — [Москва] : Моск. рабочий, 1954. — 112 с. : ил.; 20 см.
- Механизация возделывания картофеля [Текст] / А. Чиркунов, инж. В. Мельников, канд. с.-х. наук. — Москва : Моск. правда, 1954. — 16 с.; 20 см. — (Лекции для бригадиров и звеньевых колхозов Московской области/ Моск. обл. упр. сельского хозяйства).
- Чиркунов А. Ф. Исследования аппаратов картофелесажалок. Результаты исследований по механизации картофелеводства. Под ред. Глухих Е. А.,- М.: НИИКХ, 1960
- А. Д. Максимова, А. Ф. Чиркунов и П. С. Масленников. Новая четырехрядная картофелепосадочная машинаСКГ-4. (Опыт колхозов Московской области). М., 1953, стр. 138—149.